# Homebrew Computer Club

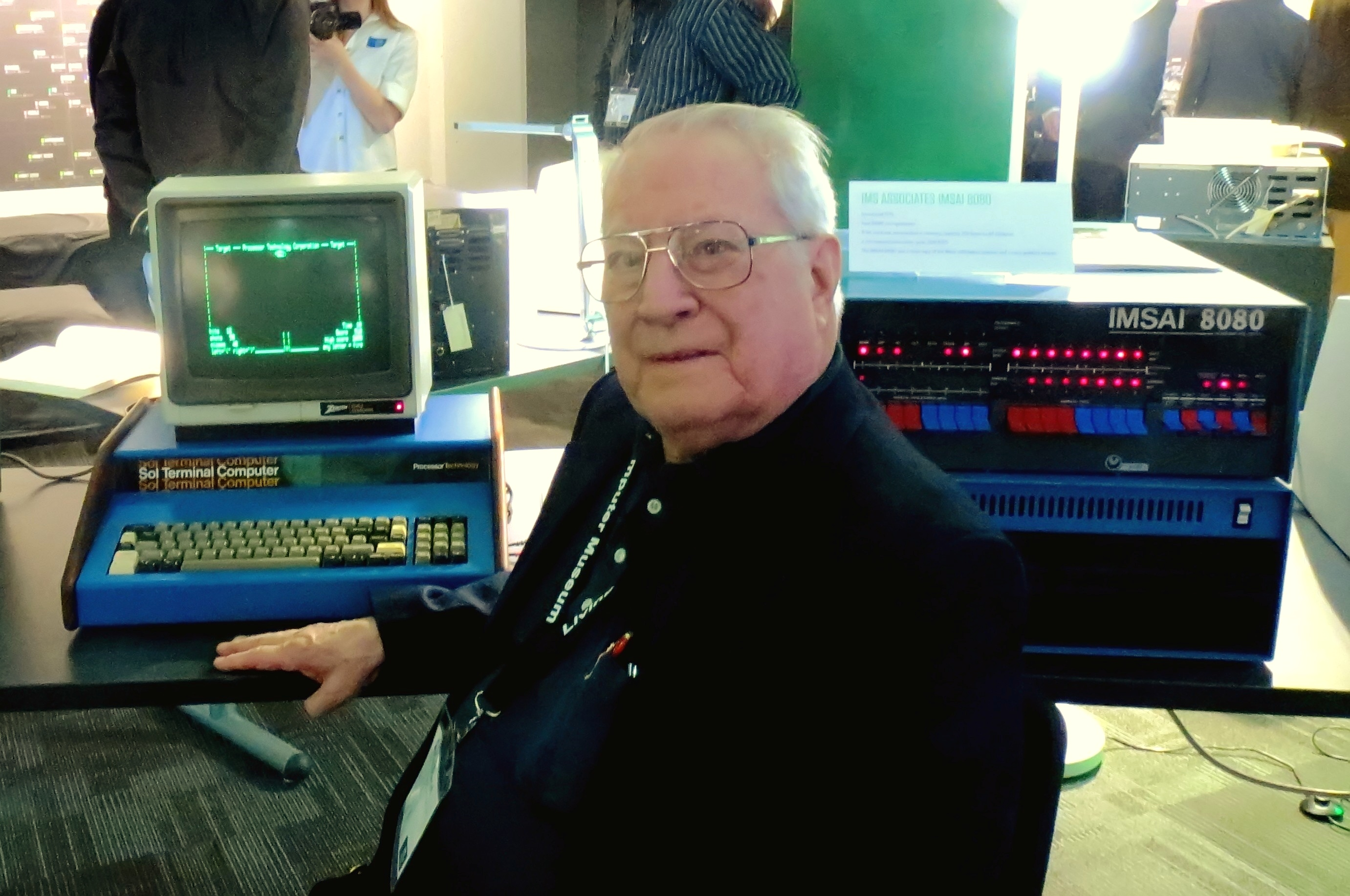
Gordon French, 2. April 2013, Mitbegründer des Homebrew Computer Clubs (er war Gastgeber der ersten Sitzung des Vereins in seiner Garage im März 1975).

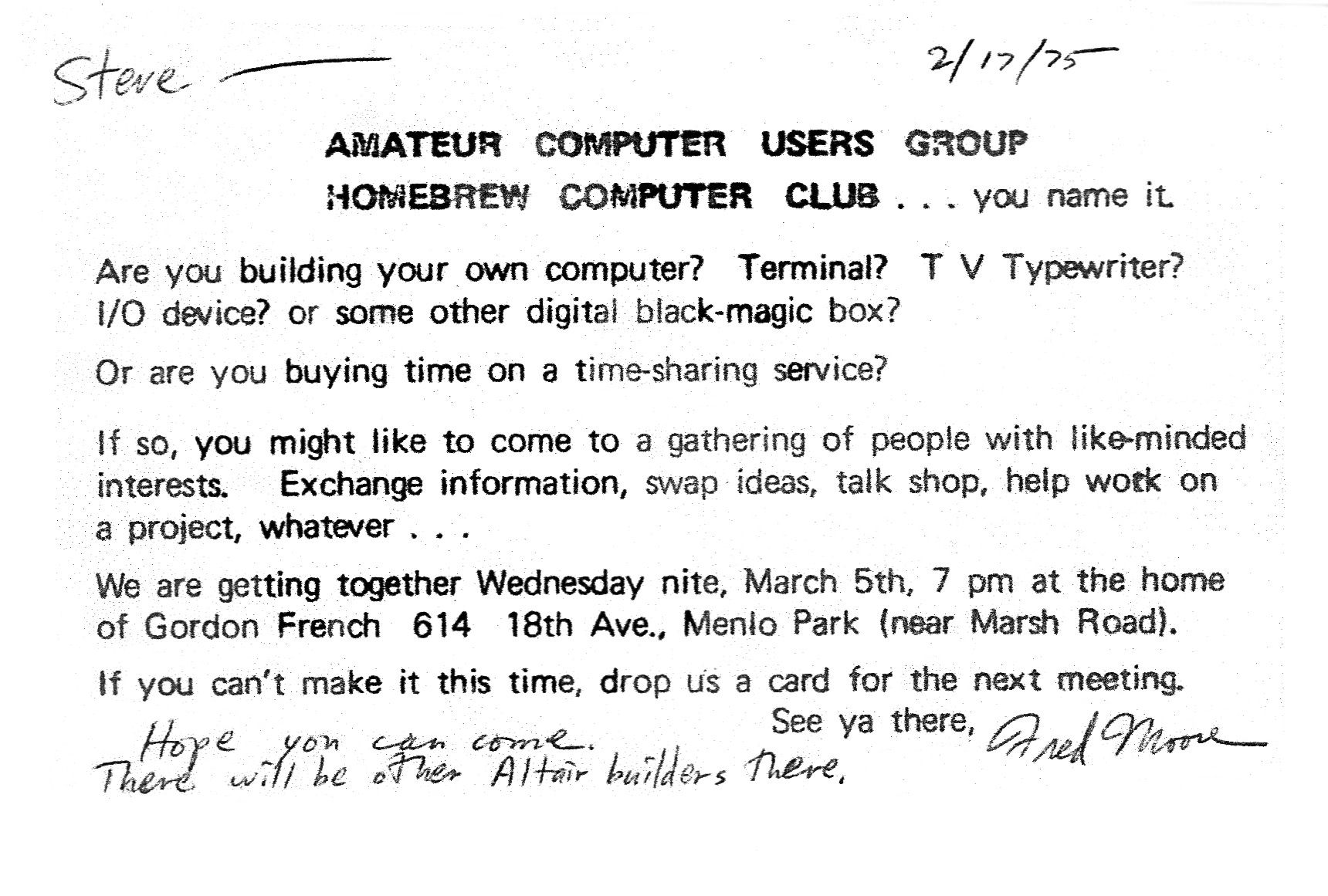
Einladung zum ersten Homebrew-Computer-Club-Treffen

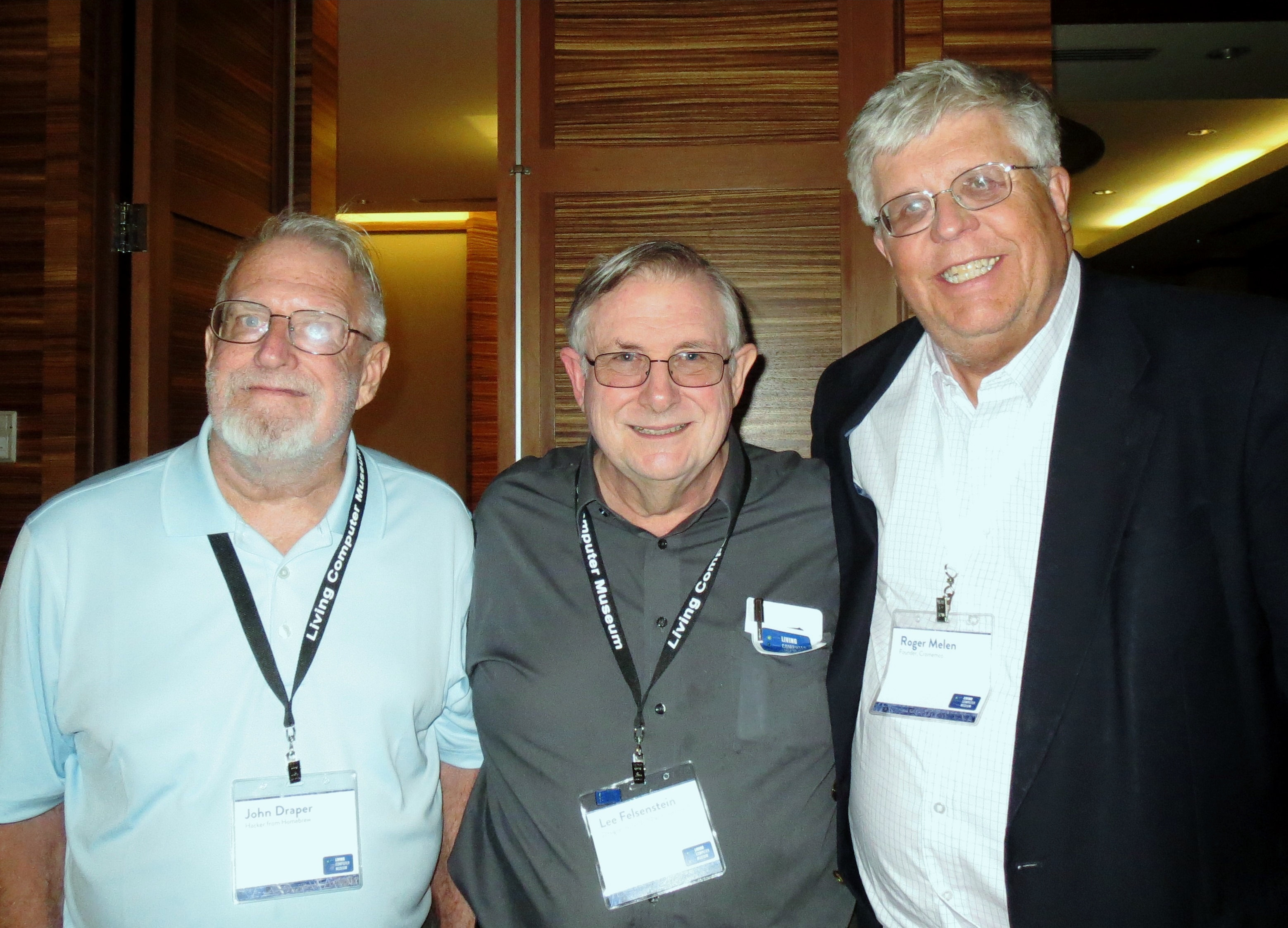
Einige Homebrew-Computer-Club-Mitglieder: John T. Draper (Captain Crunch), Lee Felsenstein, Roger Melen.

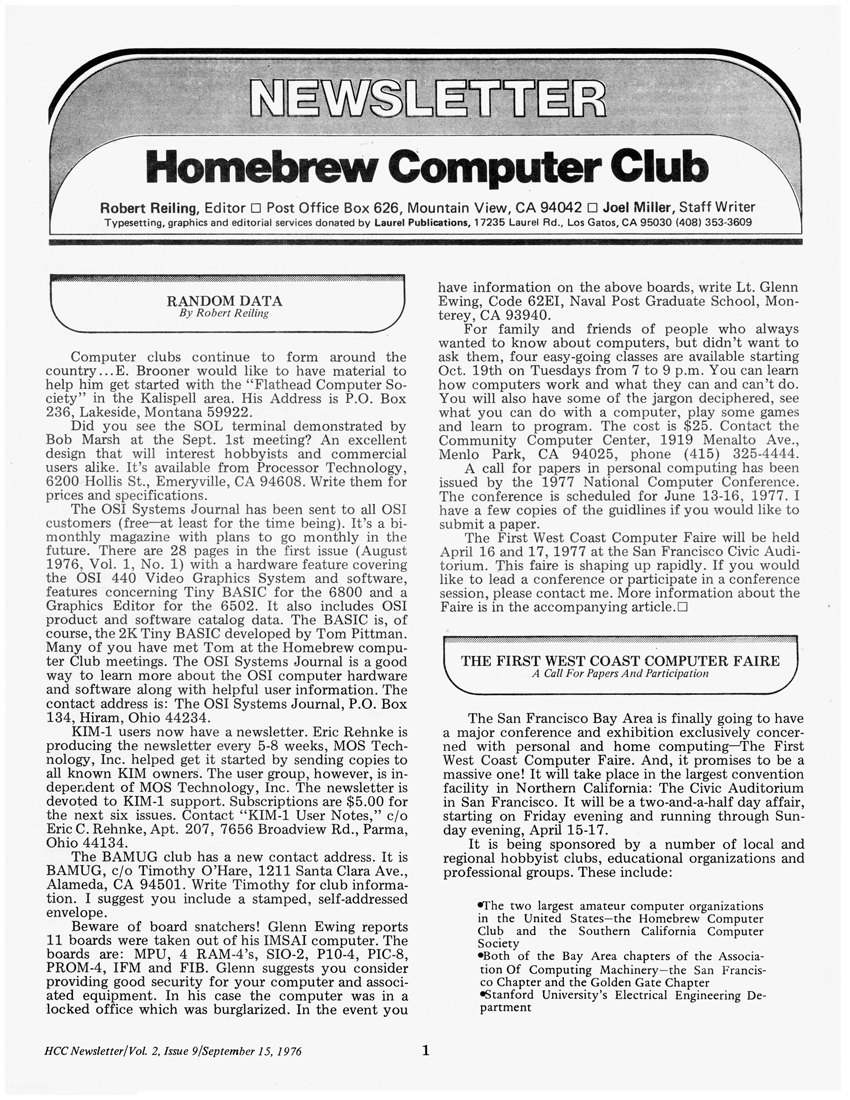
Homebrew-Computer-Club-Newsletter, September 1976

Der Homebrew Computer Club war ein Verein von Hobbybastlern und Elektronikenthusiasten, die sich versammelten, um sich über Teile, Schaltungen und Informationen zum Bau von Computergeräten auszutauschen. Er hatte eine tragende Rolle bei der Entwicklung des Personal Computers Mitte der 1970er Jahre.

## Geschichte
Der Verein wurde am 5. März 1975 von Fred Moore und Gordon French in Menlo Park im San Mateo County, Kalifornien gegründet. Er war der erste Verein dieser Art in den USA. Das war zu einer Zeit, in der ein persönlicher Computer nur eine visionäre Idee war; eine Idee, die von der damals vorherrschenden Industrie bis Ende der 1970er Jahre noch als absurd abgetan wurde. Die Gründer waren daran interessiert, ein regelmäßiges, offenes Forum zu finden, um gemeinsam daran zu arbeiten, Computer für alle Menschen zugänglicher zu machen, frei nach einer Idee, der Ted Nelson 1974 ein Buch widmete mit dem Titel Computer Lib.
Seine Mitglieder trafen sich alle zwei Wochen und waren an der Umsetzung ihrer Ideen und damit an der Entwicklung des persönlichen Computers und der daraus entstandenen Industrie im Silicon Valley maßgeblich beteiligt. Der Homebrew Computer Club wird daher als „Schmelztiegel für eine ganze Branche“ bezeichnet. Viele Computerpioniere und -unternehmer gingen aus ihren Reihen hervor; sie schufen seit 1976 die ersten in Serie hergestellten und für Privathaushalte erschwinglichen Personal Computer. Im Dezember 1986 wurde der Club geschlossen.

## Mitglieder
Der Journalist Steven Levy schreibt über den Club in seinem Buch Hackers – Heroes of the Computer Revolution von einem offenen Ideenaustausch unter Hackern, was die Entwicklung preiswerter Computer in einer handlichen Bauform ermöglichte und damit die PC-Revolution auslöste. Unter dessen Mitgliedern waren eine große Zahl bedeutsamer Persönlichkeiten, wie beispielsweise Steve Wozniak („The Woz“; Mitbegründer von Apple Computer), Bob Marsh (Processor Technology), John T. Draper (Hacking Pionier namens Captain Crunch und Softwareentwickler, u. a. für Apple),  Thomas „Todd“ Fischer (IMSAI Division, Fischer-Freitas Company), George Morrow (Morrow Designs), Paul Terrell (Byte Shop), Adam Osborne (Osborne Computer) und Jerry Lawson (Entwickler von Fairchild Channel F) sowie Harry Garland, Roger Melen (Cromemco), Li-Chen Wang (Entwickler des Palo Alto Tiny Basic und Grafik-Software für den Cromemco Dazzler) und Lee Felsenstein (Entwickler des ersten portablen Computers, genannt Osborne 1, einen Vorläufer der späteren Laptops; Moderator der Club-Treffen).

## Einfluss
Bei ihren Treffen sprachen sie über den Altair 8800 oder andere technische Themen und tauschten neben Schaltskizzen auch Programmier-Tricks aus. Bald nach den ersten Treffen tauchten überall auf der Welt Hobby-Computer-Clubs auf, wie zum Beispiel der niederländische Homebrew Computer Club, dessen Mitglieder sich nahe der Stadt Utrecht trafen.

## Namensgebung
Der Begriff Homebrew (englisch für selbst gebrautes Bier) hat im Laufe der Zeit eine andere Bedeutung erhalten und bezeichnet heute meist unautorisierte oder selbst erstellte Programme für Spielkonsolen und Handheld-Konsolen.